# A-60 (Spanje)
De A-60 of Autovía Valladolid-León is een autovía die León met Valladolid zal verbinden. De snelweg is voorlopig 45,8 kilometer lang en zal na afwerking 131,9 kilometer lang zijn.